# Hrvatski Nogometni Klub Hajduk Split 2008-2009
Questa voce raccoglie le informazioni riguardanti l'Hrvatski Nogometni Klub Hajduk Split nelle competizioni ufficiali della stagione 2008-2009.

## Rosa
Aggiornata al termine della stagione
| N. |                                 | Ruolo | Calciatore        |
| -- | ------------------------------- | ----- | ----------------- |
| 1  | Croazia (bandiera)              | P     | Danijel Subašić   |
| 2  | Croazia (bandiera)              | D     | Matej Jonjić      |
| 3  | Croazia (bandiera)              | A     | Tomislav Bušić    |
| 4  | Croazia (bandiera)              | D     | Anthony Šerić     |
| 5  | Croazia (bandiera)              | D     | Jurica Buljat     |
| 6  | Croazia (bandiera)              | D     | Boris Živković    |
| 7  | Croazia (bandiera)              | D     | Hrvoje Vejić      |
| 8  | Croazia (bandiera)              | C     | Siniša Linić      |
| 9  | Croazia (bandiera)              | A     | Nikola Kalinić    |
| 10 | Bosnia ed Erzegovina (bandiera) | C     | Senijad Ibričić   |
| 11 | Croazia (bandiera)              | C     | Srđan Andrić      |
| 12 | Croazia (bandiera)              | P     | Vjekoslav Tomić   |
| 13 | Croazia (bandiera)              | A     | Ante Vukušić      |
| 14 | Croazia (bandiera)              | C     | Marin Tomasov     |
| 15 | Croazia (bandiera)              | C     | Drago Gabrić      |
| 16 | Bosnia ed Erzegovina (bandiera) | A     | Mladen Bartolović |

| N. |                                 | Ruolo | Calciatore        |
| -- | ------------------------------- | ----- | ----------------- |
| 17 | Croazia (bandiera)              | D     | Ivan Strinić      |
| 18 | Croazia (bandiera)              | A     | Mirko Oremuš      |
| 19 | Croazia (bandiera)              | C     | Marijan Buljat    |
| 20 | Australia (bandiera)            | C     | Josip Skoko       |
| 21 | Croazia (bandiera)              | C     | Đovani Roso       |
| 22 | Croazia (bandiera)              | D     | Mario Maloča      |
| 23 | Croazia (bandiera)              | D     | Ante Aračić       |
| 24 | Croazia (bandiera)              | C     | Mario Tičinović   |
| 25 | Croazia (bandiera)              | P     | Božidar Radošević |
| 26 | Croazia (bandiera)              | C     | Goran Rubil       |
| 27 | Croazia (bandiera)              | C     | Mario Brkljača    |
| 28 | Bosnia ed Erzegovina (bandiera) | D     | Boris Pandža      |
| 29 | Croazia (bandiera)              | C     | Dario Jertec      |
| 30 | Croazia (bandiera)              | A     | Tedi Surać        |
| 31 | Croazia (bandiera)              | D     | Mladen Pelaić     |

## Risultati

### Prva HNL
| Arbitro: | Ivo Krečak (Sebenico) |

|             |           |  |
| Ibričić 86’ | Marcatori |  |

| Arbitro: | Damir Batinić (Osijek) |

|             |           |            |
| Kalinić 56’ | Marcatori | 1’ Smrekar |

| Arbitro: | Ivan Bebek (Fiume) |

|                                           |           |  |
| Vugrinec 17’ (rig.) Piškor 62’ Parlov 68’ | Marcatori |  |

| Arbitro: | Vlado Svilokos (Sisak) |

|                                           |           |               |
| An. Sharbini 66’ Čagalj 66’ Križman 90+3’ | Marcatori | 45+1’ Kalinić |

| Arbitro: | Ivan Bebek (Fiume) |

|                                     |           |          |
| Kalinić 40’, 71’ (rig.), 77’ (rig.) | Marcatori | 6’ Jurić |

| Arbitro: | Zlatko Šimčić (Koprivnica) |

|              |           |                        |
| Primorac 63’ | Marcatori | 39’ Kalinić 52’ Gabrić |

| Arbitro: | Andrej Burilo (Osijek) |

|            |           |  |
| Gabrić 24’ | Marcatori |  |

| Arbitro: | Vlado Svilokos (Sisak) |

|  |           |                        |
|  | Marcatori | 51’ Gabrić 76’ Ibričić |

| Arbitro: | Bruno Marić (Daruvar) |

|                                           |           |                             |
| Kalinić 37’ (rig.), 43’ (rig.) Andrić 79’ | Marcatori | 16’, 42’ Gulić 35’ Batarelo |

| Arbitro: | Igor Križarić (Čakovec) |

|          |           |  |
| Palić 8’ | Marcatori |  |

| Arbitro: | Danijel Trampus (Osijek) |

|                                |           |  |
| Kalinić 13’ (rig.), 67’ (rig.) | Marcatori |  |

| Arbitro: | Ivo Krečak (Sebenico) |

|              |           |  |
| Ljubičić 59’ | Marcatori |  |

| Arbitro: | Ivan Bebek (Fiume) |

|  |           |                       |
|  | Marcatori | 36’ Bušić 47’ Ibričić |

| Arbitro: | Domagoj Ljubičić (Osijek) |

|                                               |           |  |
| Linić 27’ Oremuš 29’ Rubil 30’ Bartolović 75’ | Marcatori |  |

| Arbitro: | Igor Pristovnik (Zagabria) |

|                                |           |  |
| Bodrušić 8’ (aut.) Ibričić 24’ | Marcatori |  |

| Arbitro: | Domagoj Vučkov (Fiume) |

|           |           |                 |
| Čaval 50’ | Marcatori | 58’, 73’ Oremuš |

| Arbitro: | Ivan Bebek (Fiume) |

|                             |           |             |
| Andrić 25’, 49’ Ibričić 57’ | Marcatori | 60’ Barišić |

| Arbitro: | Draženko Kovačić (Križevci) |

|               |           |                       |
| Milanović 70’ | Marcatori | 5’ Kalinić 52’ Gabrić |

| Arbitro: | Ivan Bebek (Fiume) |

|                                  |           |  |
| Kalinić 45+2’ (rig.) Ibričić 51’ | Marcatori |  |

| Arbitro: | Igor Križarić (Čakovec) |

|  |           |                                                  |
|  | Marcatori | 11’ Gabrić 55’ Ibričić 65’ Andrić 81’ Bartolović |

| Arbitro: | Andrej Burilo (Osijek) |

|             |           |  |
| Tomasov 52’ | Marcatori |  |

| Arbitro: | Zlatko Šimčić (Koprivnica) |

|              |           |             |
| Pavličić 90’ | Marcatori | 52’ Kalinić |

| Arbitro: | Damir Batinić (Osijek) |

|                                 |           |  |
| Kalinić 45+2’ (rig.) Andrić 54’ | Marcatori |  |

| Arbitro: | Igor Pristovnik (Zagabria) |

|             |           |  |
| Barišić 76’ | Marcatori |  |

| Arbitro: | Ante Vučemilović-Šimunović (Osijek) |

|                        |           |  |
| Gabrić 47’ Ibričić 62’ | Marcatori |  |

| Arbitro: | Domagoj Ljubičić (Osijek) |

|  |           |                 |
|  | Marcatori | 40’, 66’ Gabrić |

| Arbitro: | Danijel Trampus (Osijek) |

|                                                     |           |  |
| Ibričić 11’, 18’ Vejić 54’ Tičinović 57’ Jertec 72’ | Marcatori |  |

| Arbitro: | Bruno Marić (Daruvar) |

|  |           |                                     |
|  | Marcatori | 6’ Ibričić 63’ Andrić 69’ Tičinović |

| Arbitro: | Dalibor Mlakar (Zagabria) |

|  |           |             |
|  | Marcatori | 57’ Smrekar |

| Arbitro: | Igor Pristovnik (Zagabria) |

|                              |           |           |
| Pamić 85’ An. Sharbini 90+2’ | Marcatori | 75’ Vejić |

| Arbitro: | Damir Batinić (Osijek) |

|                        |           |  |
| Pandža 25’ Kalinić 44’ | Marcatori |  |

| Arbitro: | Damir Batinić (Osijek) |

|           |           |              |
| Maras 87’ | Marcatori | 90+3’ Aračić |

| Arbitro: | Andrej Burilo (Osijek) |

|                         |           |                        |
| Ibričić 67’ Vukušić 81’ | Marcatori | 8’ Chago 14’ Mandžukić |

Fonte: HRnogomet.com

### Coppa di Croazia
| Arbitro: | Domagoj Ljubičić (Osijek) |

|                    |           |                                         |
| Weitzer 34’ (rig.) | Marcatori | 5’, 15’ Jertec 50’ Maloča 86’ M. Buljat |

| Arbitro: | Ivan Bebek (Fiume) |

|  |           |                        |
|  | Marcatori | 24’ Andrić 49’ Ibričić |

| Spalato 12 novembre 2008, ore 17:00 CET (UTC+1) Quarti di finale | Hajduk Spalato         | 0 – 0 referto | Slaven Belupo | Stadio municipale di Poljud (5 000 spett.)\| Arbitro: \| Vlado Svilokos (Sisak) \| |
| Arbitro:                                                         | Vlado Svilokos (Sisak) |               |               |                                                                                    |

| Arbitro: | Bruno Marić (Daruvar) |

|                                                    |                      |                                                   |
| Vručina Šafarić Maras Jajalo Bilen Kokalović Purić | Tiri di rigore 6 – 7 | Kalinić Andrić Bušić J. Buljat Skoko Gabrić Rubil |

| Arbitro: | Domagoj Vučkov (Fiume) |

|                                              |           |            |
| Tomasov 12’ Gabrić 34’ Oremuš 37’ Pandža 85’ | Marcatori | 29’ Malčić |

| Vinkovci 18 marzo 2009, ore 17:00 CET (UTC+1) Semifinali | Cibalia                  | 0 – 0 referto | Hajduk Spalato | Stadio Cibalia (2 500 spett.)\| Arbitro: \| Danijel Trampus (Osijek) \| |
| Arbitro:                                                 | Danijel Trampus (Osijek) |               |                |                                                                         |

| Arbitro: | Bruno Marić (Daruvar) |

|                                      |           |  |
| Mandžukić 13’, 57’ Sammir 29’ (rig.) | Marcatori |  |

| Arbitro: | Domagoj Ljubičić (Osijek) |

|                                        |                      |                                      |
| Kalinić 56’, 75’ Bartolović 58’        | Marcatori            |                                      |
| Kalinić Roso Bartolović Ibričić Andrić | Tiri di rigore 3 – 4 | Bišćan Sammir Badelj Morales Hrgović |

Fonte: HRnogomet.com

### Coppa UEFA

#### Primo turno preliminare
| Arbitro: | Carlo Bertolini |

|                                                |           |  |
| Ibričić 3’ Kalinić 24’ Bušić 55’ Tičinović 71’ | Marcatori |  |

| Arbitro: | David McKeon |

|  |           |                                         |
|  | Marcatori | 5’ Strinić 45’ Bartolović 90+2’ Ibričić |

#### Secondo turno preliminare
| La Coruña 14 agosto 2008, ore 21:00 CEST (UTC+2) Andata | Deportivo La Coruña | 0 – 0 referto | Hajduk Spalato | Estadio Riazor (13 000 spett.)\| Arbitro: \| Cüneyt Çakır \| |
| Arbitro:                                                | Cüneyt Çakır        |               |                |                                                              |

| Arbitro: | Gianluca Rocchi |

|  |           |                           |
|  | Marcatori | 42’ Riki 87’ (rig.) Verdú |

Fonte: uefa.com